# Megachile atroalbida
Megachile atroalbida är en biart som beskrevs av Pasteels 1965. Megachile atroalbida ingår i släktet tapetserarbin, och familjen buksamlarbin. Inga underarter finns listade i Catalogue of Life.